# Запро Зафиров
Запро Зафиров е български революционер войвода на Вътрешната македонска революционна организация. След Първата световна война Зафиров е начело на малка революционна група, която обикаля Тетовска околия на Скопски революционен окръг.